# Pedro Rollán Ojeda
Pedro Rollán Ojeda (Madrid, 21 maart 1969) is een Spaans politicus van de conservatieve partij Partido Popular. Tussen april en augustus 2019 was hij waarnemend president van de regio Madrid en sinds 17 augustus 2023 is hij voorzitter van de Spaanse senaat, tijdens de vijftiende legislatuurperiode. 